# Marsilly (Mozela)
Marsilly – miejscowość i gmina we Francji, w regionie Grand Est, w departamencie Mozela.
Według danych na rok 1990 gminę zamieszkiwały 283 osoby, a gęstość zaludnienia wynosiła 88 osób/km² (wśród 2335 gmin Lotaryngii Marsilly plasuje się na 766. miejscu pod względem liczby ludności, natomiast pod względem powierzchni na miejscu 1159.).